# Fabrizio Neri
Fabrizio Neri (Massa, 30 ottobre 1953) è un politico italiano, sindaco di Massa dal 2003 al 2008.

## Biografia
Laureato in fisica, è stato insegnante di scuola superiore. In seguito ha gestito con la famiglia un albergo della zona dei Ronchi e dal 2002 riveste la carica di direttore provinciale della Confcommercio.
Eletto consigliere comunale di Massa per il Partito Popolare Italiano nel 1994 e nel 1998, ha ricoperto la carica di vicesindaco ed assessore all'urbanistica fino al 2000.
Nel 2001 ha aderito alla Margherita, assumendone la carica di coordinatore comunale.
Alle elezioni comunali del 25 e 26 maggio 2003 è stato eletto sindaco di Massa al primo turno con il 64,2% dei voti. Ricandidatosi alle successive elezioni del 13 e 14 aprile 2008, ottiene il 38% dei voti al primo turno, costringendolo al secondo turno, nel quale viene nettamente sconfitto dal candidato de la Sinistra l'Arcobaleno, oltreché suo predecessore, Roberto Pucci.